# Lait
Pour les articles homonymes, voir Lait (homonymie).
Pour les articles ayant des titres homophones, voir Lai, Laid, Lay, Les et Lès.

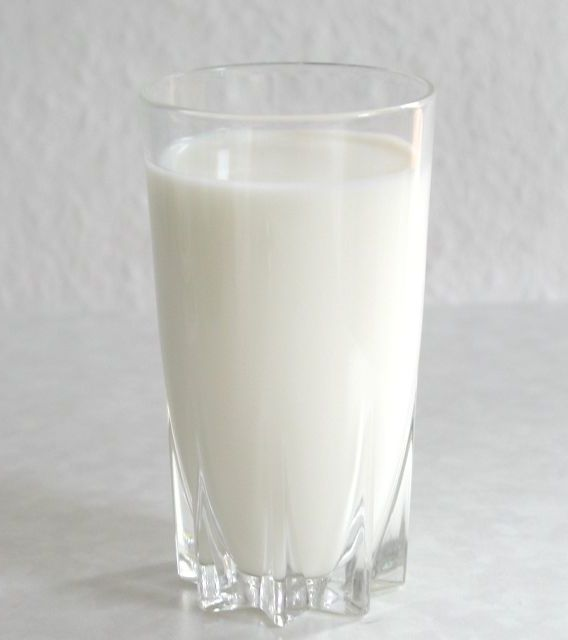
Un verre de lait de vache.

Le lait est un liquide biologique comestible généralement de couleur blanchâtre produit par les glandes mammaires des mammifères femelles. Aliment complet équilibré, il est la seule source de nutriments pour les jeunes mammifères au tout début de leur vie avant qu'ils puissent digérer d'autres types d'aliments. Le lait en début de lactation, de couleur jaunâtre, présente une composition différente et est appelé colostrum. Il porte les anticorps de la mère, réduisant ainsi le risque de nombreuses maladies chez le nouveau-né, et contient tous les nutriments indispensables.
Le lait de jabot est une sécrétion analogue au lait des mammifères, produite par le jabot de certains oiseaux, en particulier par les columbidae (pigeons...).

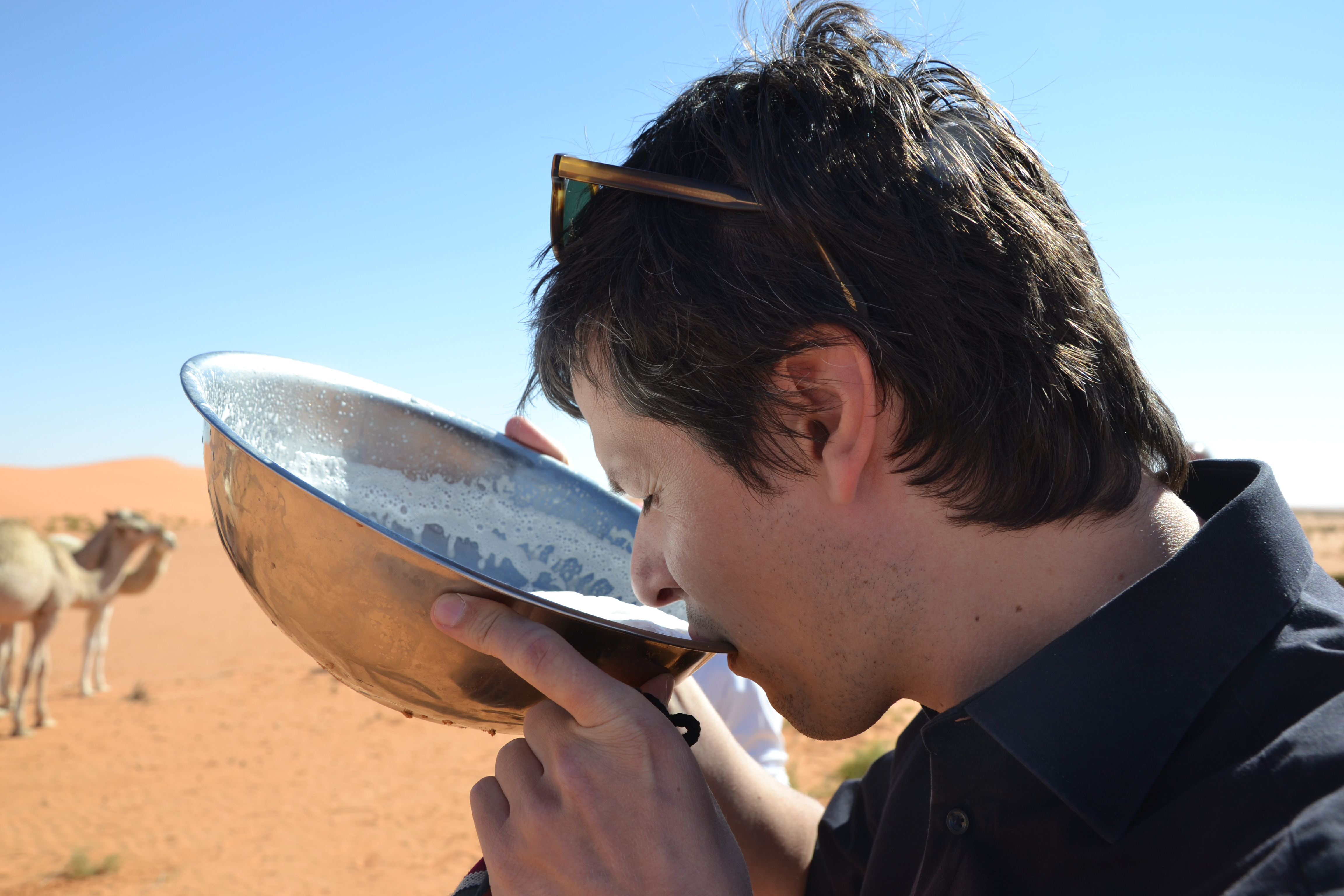
Lait de chamelle.

L'humain utilise le lait produit par certains mammifères domestiques, principalement celui de la vache, comme un aliment transformé ou non. Dans le monde entier, les fermes laitières ont produit environ 730 millions de tonnes de lait en 2011 notamment consommées en Inde, en Europe, en Australie, aux États-Unis, au Canada, en Chine et en Russie.
Différentes boissons produites à base de végétaux sont par ailleurs parfois appelées laits (végétaux), notamment : lait de soja, d'avoine, de riz, de coco ou d'amande.
D'autres "laits" tirent leur nom de leur apparence similaire à celle du lait de vache (fluide blanchâtre) : voir Lait (homonymie)  pour ces acceptions.

## Lactation

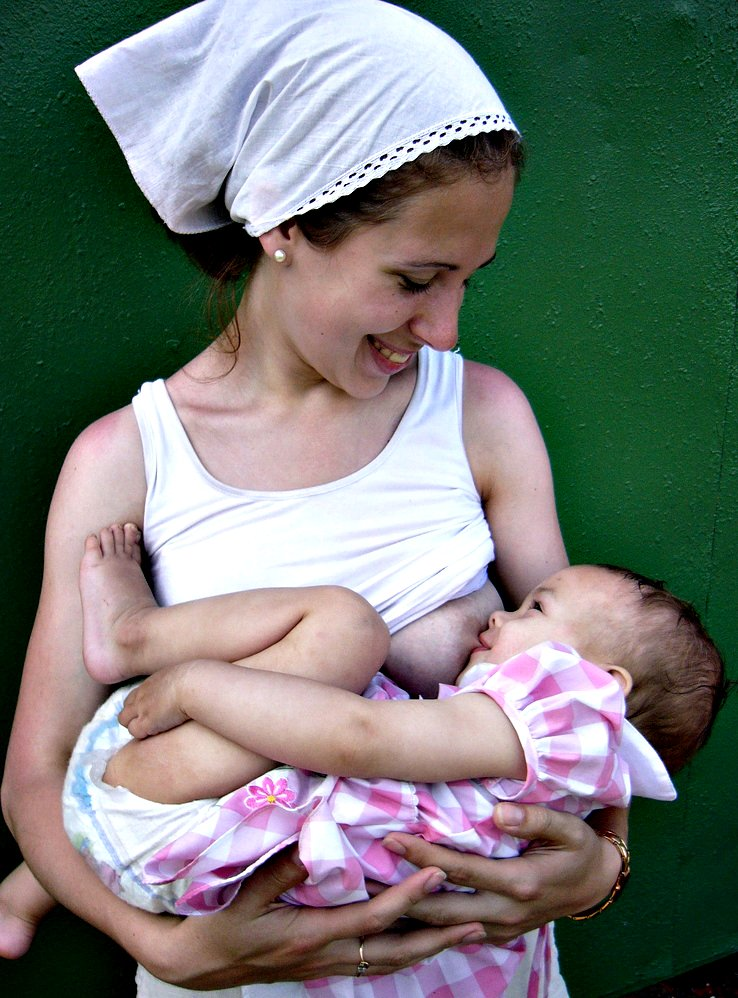
Une mère allaitant son bébé.

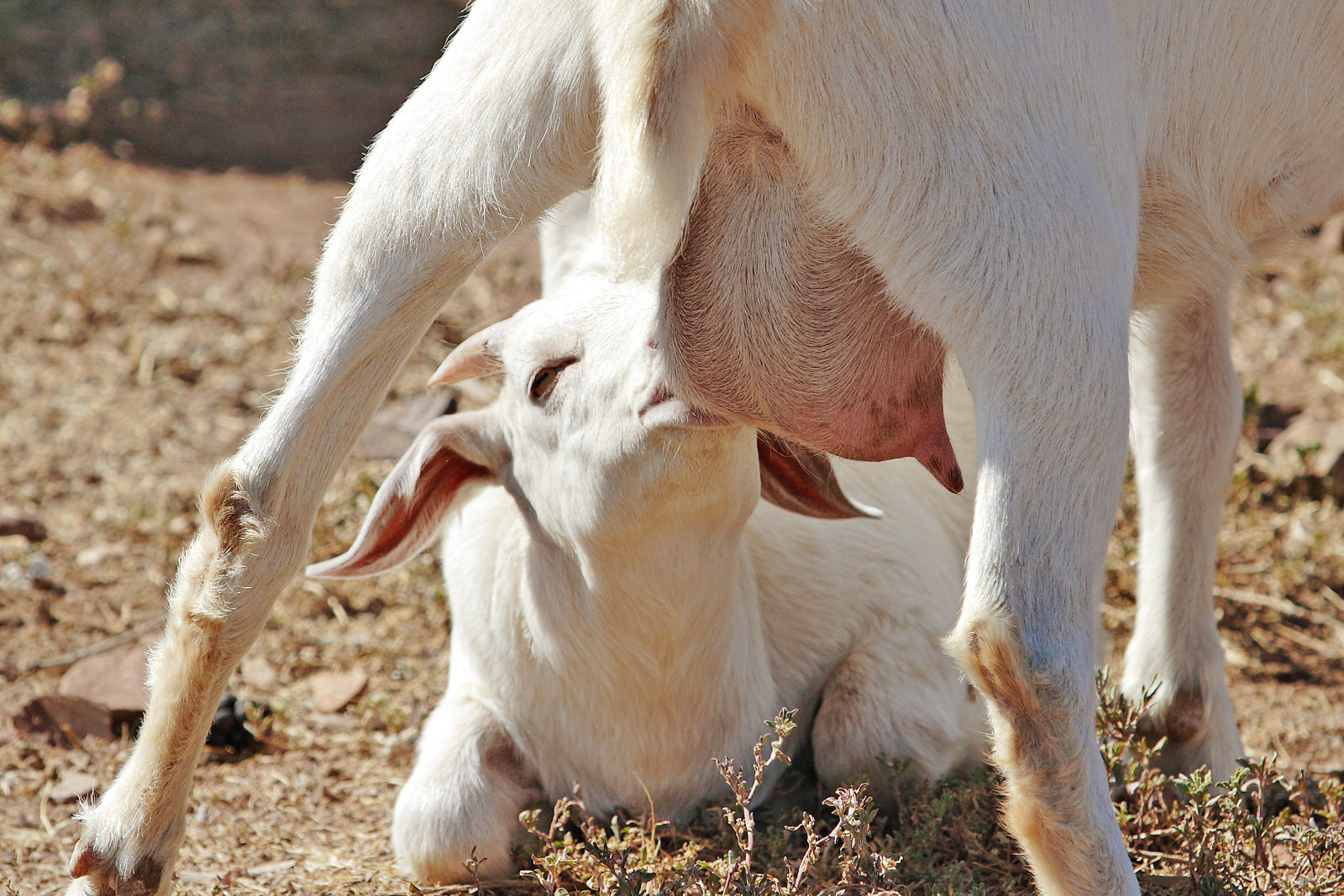
Une chèvre allaitant son chevreau.

La lactation, fonction de produire du lait, est une capacité que possèdent les mammifères femelles. Elle commence chez les mammifères placentaires dès la fin de la gestation de la progéniture. Elle cesse lorsque la femelle n'est plus sollicitée par ses petits ou n'est plus traite s'il s'agit d'animaux domestiques producteurs de lait. Le lait est sécrété par les cellules des glandes mammaires qui, chez les mammifères dits thériens, sont contenues dans les mamelles, dans les seins chez la femme. Le lait sécrété dans les premiers jours après la parturition s'appelle le colostrum.
La fonction première du lait maternel est de nourrir la progéniture. Cet aliment est particulièrement adapté – du fait de sa composition – aux besoins nutritifs et de croissance des jeunes sujets jusqu'à ce qu'ils soient sevrés, c'est-à-dire capables de digérer une palette plus large d'autres aliments.
Les columbidae (pigeons, etc.), les flamants et les manchots nourrissent leurs oisillons avec le lait de jabot. Chez les pigeons, Il est issu de l’épithélium du jabot et régurgité aux jeunes. Chez les flamants, il est secrété dans toute la partie supérieure du tractus digestif et chez le manchot empereur par une glande œsophagique. Ce lait est constitué principalement de lipides, de protéines et d’eau, et dépourvu de glucides à la différence des laits de mammifères.
Les poissons cichlidés (père et mère) secrètent un mucus, à travers leur peau, dont se nourrissent obligatoirement les alevins pendant leurs quatre premières semaines.
Les mammifères monotrèmes ne possèdent pas de mamelles mais seulement des parties de peaux appelés champs mammaires où le lait suinte de différents orifices et que les petits viennent lécher.
Chez les mammifères, comme chez les oiseaux et les cichlidés, la sécrétion du lait se fait sous la dépendance d'une hormone, la prolactine. Chez les mammifères placentaires, l'éjection du lait est induite par l'ocytocine. Les hormones qui contrôlent la gestation (progestérone,...) déterminent la préparation de la mamelle avant la parturition et ont ensuite un effet sur le maintien de la lactation.

## Origine
Selon la théorie synthétique de l'évolution, les mammifères sont des synapsides (issus des reptiles mammaliens) dont la peau dépourvue d'écailles était riche en glandes exocrines (glandes à lipides, à mucus et glandes odorantes). Ces glandes se sont probablement regroupées autour d'un poil, les glandes à lipides devenant les glandes sébacées, celles à mucus les glandes sudoripares et celles à odeur évoluant en glandes lactéales sécrétant un mucus qui protégeait les œufs de la dessiccation et des infections. Les glandes lactéales sécrètent au cours de l'évolution un liquide de plus en plus riche en matières organiques, devenant un liquide lacté qui supplante au Trias le jaune d'œuf comme source d'éléments nutritifs pour le développement de l’embryon.
Cette caractéristique originelle est analogue à celle actuelle des monotrèmes, dont l'ornithorynque, qui sécrètent une substance semblable au lait à partir de glandes sans mamelons qui se trouvent à la surface de leur peau. Cette substance permet aux petits de se nourrir dès l'éclosion des œufs.
De même les marsupiaux, les cousins les plus proches des mammifères placentaires, sécrètent une substance semblable au lait à partir d'un organe ressemblant à un téton dans leur poche. Le premier ancêtre immédiat connu des mammifères placentaires semble être Eomaia, une petite créature qui ressemblait superficiellement aux rongeurs et dont on pense qu'elle a vécu il y a 125 Ma, pendant le Crétacé. Il est presque certain qu'elle produisait ce qui serait considéré comme du lait, de la même façon que les mammifères placentaires modernes.

## Histoire de l'élevage laitier
Outre le lait maternel, le lait des animaux est utilisé dans l'alimentation humaine dès leur domestication lors de la révolution néolithique. Les données de l’archéozoologie indiquent que l’exploitation du lait des vaches, des brebis et des chèvres est monnaie courante depuis les origines de l’élevage au Néolithique précéramique B, les moutons et les bœufs étant domestiqués au cours du 9e millénaire av. J.-C. et les chèvres au cours du 8e millénaire av. J.-C., ; il s'agit de ruminantia, c'est-à-dire de mammifères cétartiodactyles adaptés à un régime à base d'herbe fraîche ou sèche, des aliments que les humains ne consomment pas et facilement stockés.
Le paradigme à la fin du XXe siècle reposait sur l'idée que l'on commence à garder ces animaux pour leur viande et pour leur peau. Les élever pour leur lait se serait cependant avéré être une méthode plus efficace pour transformer des pâturages difficiles à cultiver en nourriture ; de plus, la valeur nutritive d'un animal tué pour sa viande est largement contrebalancée par la valeur du lait qu'il produit pendant des années. Selon les données archéozoologiques : les espèces sont d'abord exploitées pour le transport, le travail de force (bât et traction) et leur lait alors que la production de viande lors des premières domestications est encore principalement assurée par la chasse.
Au 7e millénaire av. J.-C., il existe des troupeaux de bétail dans certaines parties de la Turquie actuelle et des traces de lait ont été retrouvées sur des fragments de poteries de cette époque. Des résidus organiques de lait sur des fragments de poteries indiquent que l'on consommait du lait il y a 7 000 ans en Europe de l'Est et il y a 5 000 ans dans les Îles britanniques, au Néolithique.
Vers - 3000, la steppe eurasiatique est dominée par des pasteurs (culture Yanma) pratiquant l'élevage du cheval, de la chèvre, du mouton, de la vache et se nourrissant massivement des produits laitiers issus de ces animaux.
Les résultats d'une étude publiée en 2019 suggèrent qu'au début de l'âge du fer en Bavière, du lait animal était donné aux jeunes enfants (respectivement 1, 1–2 et 0–6 ans) dans des « biberons » en céramique. Ces preuves de denrées alimentaires utilisées pour nourrir ou sevrer les nourrissons confirment l'importance du lait des animaux domestiques pour ces communautés à cette époque. L'existence de récipients similaires est prouvée à des époques antérieures, jusqu'au néolithique et incite à penser que du lait de ruminants a été utilisé très tôt pour sevrer les bébés. L'utilisation de fromage et de beurre s'est répandue en Europe et dans quelques parties de l'Asie et de l'Afrique. Les vaches domestiques, qui existaient déjà dans une grande partie de l'Eurasie, ont été alors introduites dans les colonies de l'Europe à l'époque des grandes explorations.

La Traite et la livraison au XIXe siècle
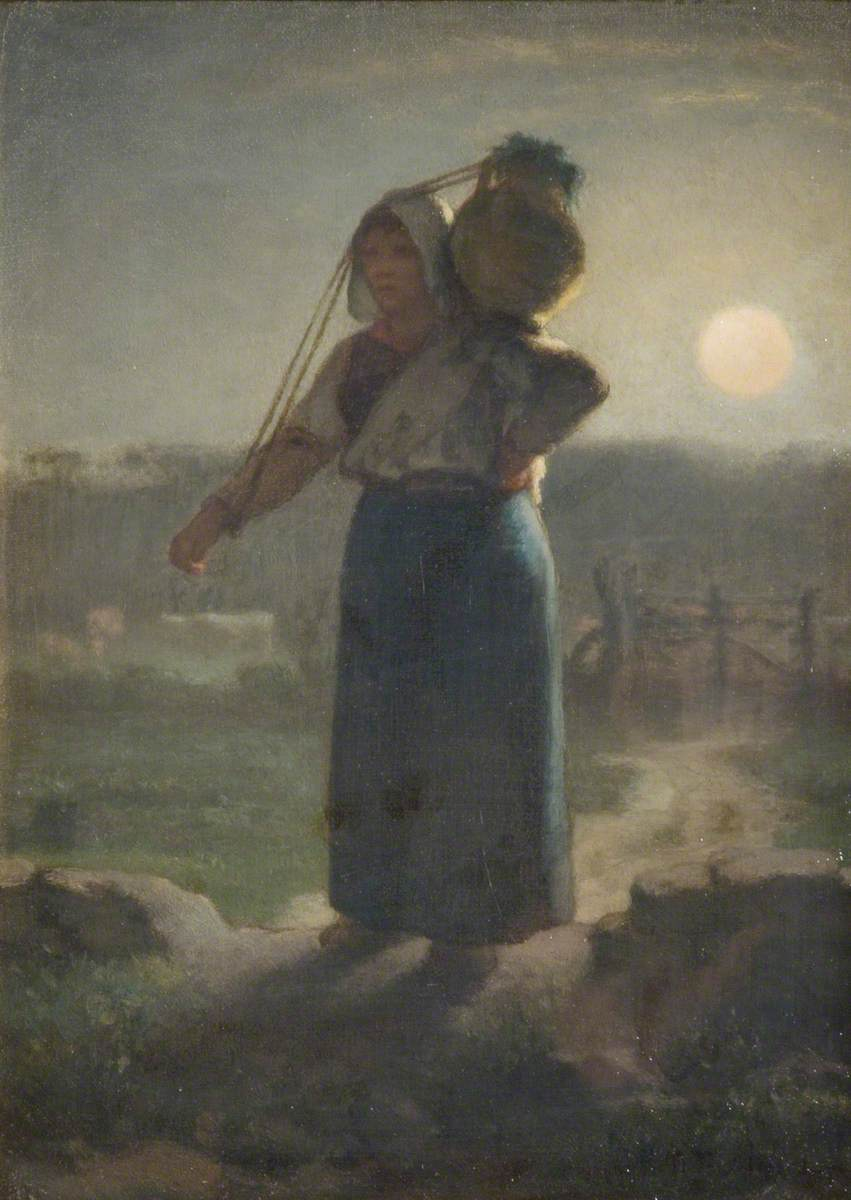
Une laitière (France), Jean-François Millet, vers 1853. Barber Institute of Fine Arts, Birmingham.
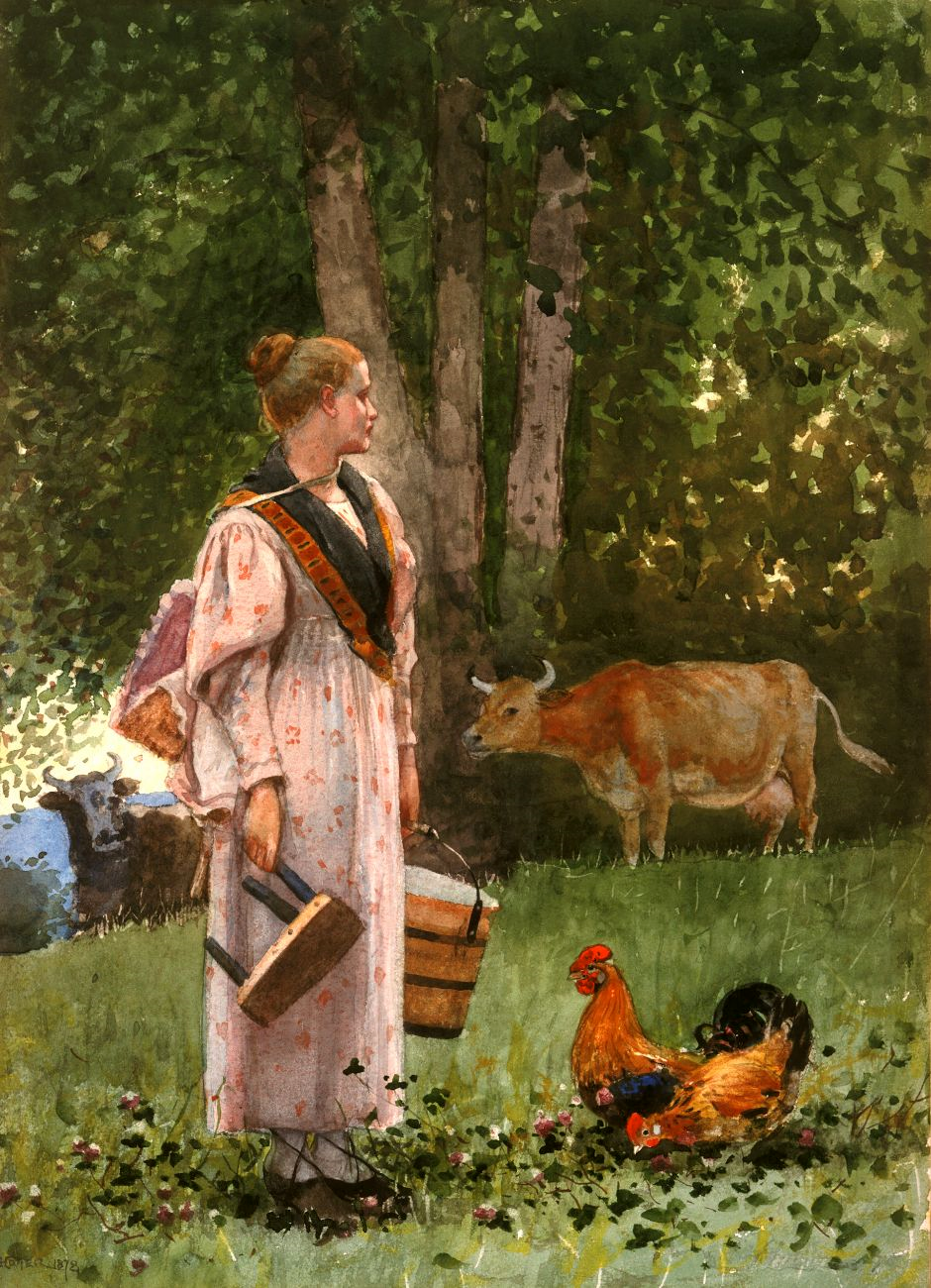
La Laitière (États-Unis) Winslow Homer, 1878 National Gallery of Art, Washington

Transport du lait au XXe siècle
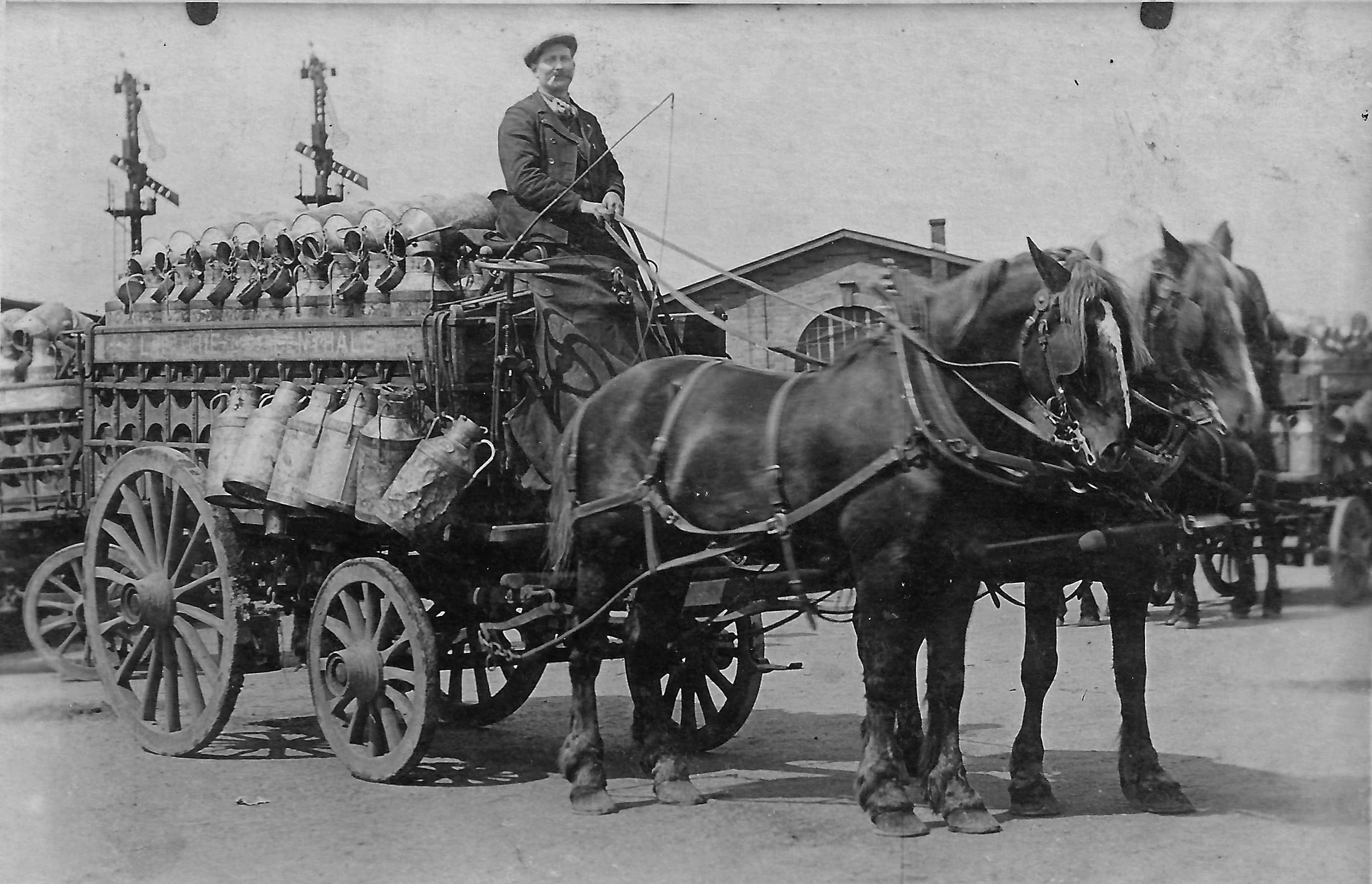
Distribution du lait au début du XXe siècle.
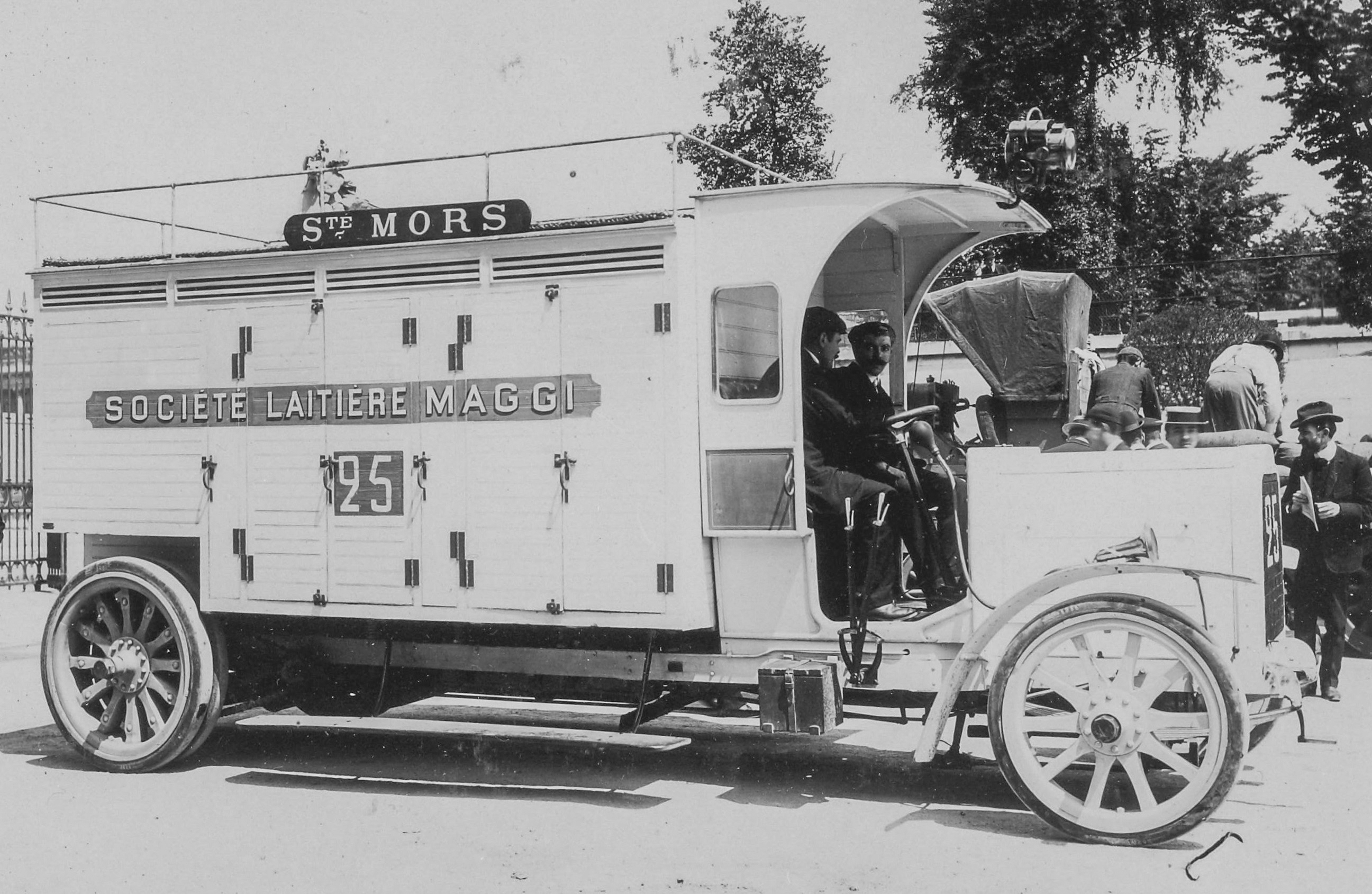
Camion laitier Mors de 1906.
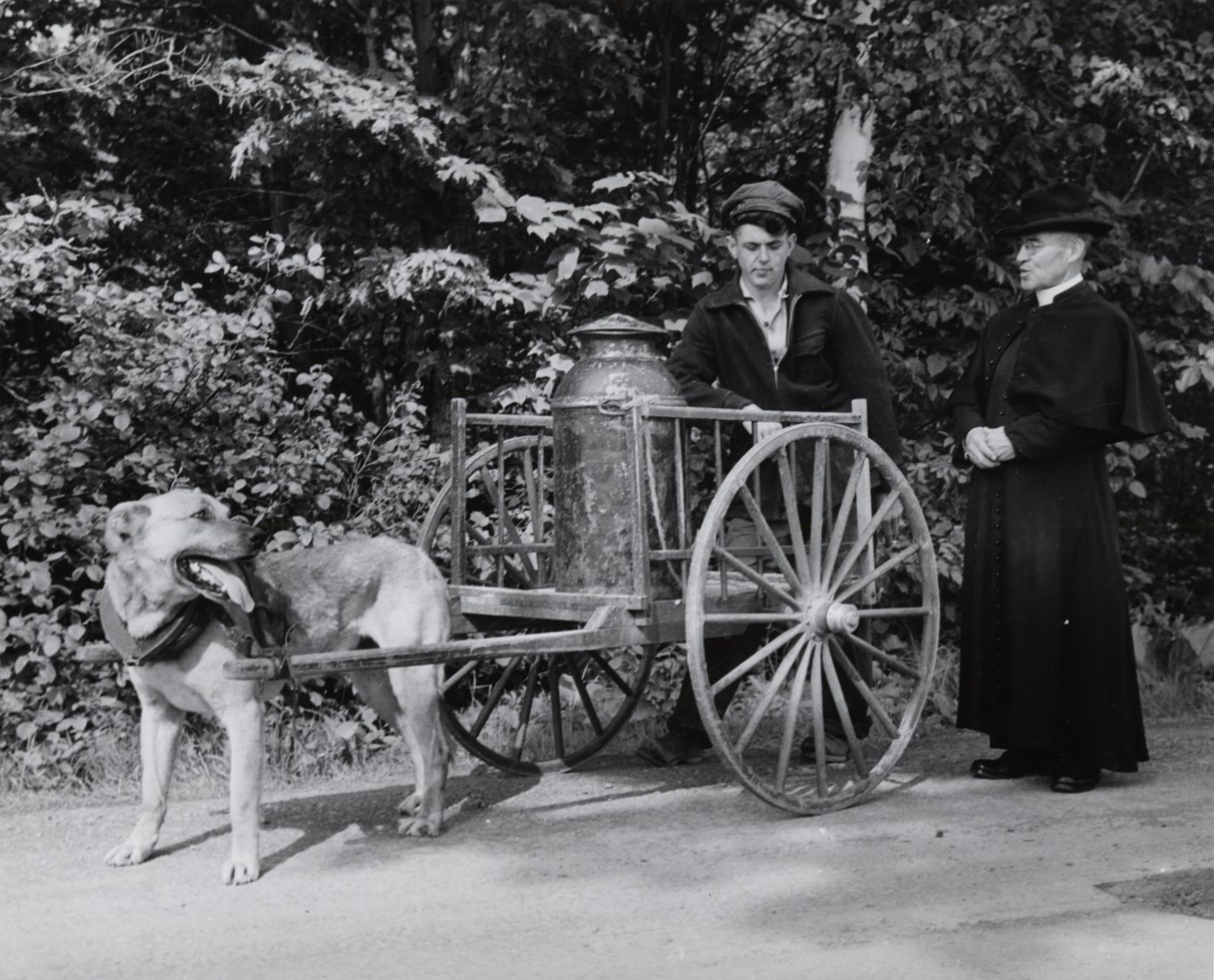
Transport du lait dans un chariot tiré par un chien à l'île d'Orléans, Québec, en 1930.

Aujourd'hui, la consommation de lait de mammifères domestiques dans de nombreuses populations est fréquente, quel que soit l'âge : on utilise selon les régions lait de vache, brebis, chèvre, jument, dri (yak), chamelle, dromadaire, bufflonne, renne, ânesse, etc.

## Dénomination

### Étymologie
Le substantif masculin,,,, « lait » est issu du latin vulgaire, lactem, accusatif de déclinaison masculine ou féminine du latin lac, lactis, substantif neutre,, désignant le « lait » de femme ou de femelle et le « suc laiteux des plantes ».

### Le lait selon la réglementation française
Selon le Congrès international de la répression des fraudes (1909), le lait est défini comme « le produit intégral de la traite totale et ininterrompue d'une femelle laitière bien portante, bien nourrie et non surmenée ; il doit être recueilli proprement et ne doit pas contenir de colostrum ».
En France, au niveau réglementaire, la dénomination « lait » sans indication de l'espèce animale de provenance, est réservée au lait de vache. Tout lait provenant d'une femelle laitière autre que la vache doit être désigné par la dénomination « lait » suivie de l'indication de l'espèce animale dont il provient : « lait de chèvre », « lait de brebis », « lait d'ânesse », etc..
À partir de laits crus, des « laits spécifiques » ont été mis au point par l'industrie laitière pour répondre à des besoins de nature nutritive (lait maternisé) ou de commodité (lait en poudre, en tube, lait UHT, etc.).

### Laits végétaux
Par analogie de consistance, d’apparence ou de mode de consommation alimentaire, certaines boissons produites à partir de végétaux sont parfois désignées sous le terme de « lait végétal ». Parmi elles, les laits de soja (appelé « lait de soya » au Canada), d'avoine, d'amande, de coco, de riz, de souchet, de quinoa, de chanvre, de châtaigne, de noisette.
Dans l'Union européenne, pour les produits commercialisés en France, l’appellation « lait » est réglementée. Les laits végétaux « dont la nature exacte est connue en raison de l’usage traditionnel ou lorsque les dénominations sont clairement utilisées pour décrire une qualité caractéristique du produit » sont autorisés à utiliser ce terme, comme le lait de coco ou d'amande.

### Substitut du lait maternel
Un substitut du lait maternel est une préparation alimentaire destinée à remplacer le lait maternel humain, dans le cas où la mère ne peut ou ne souhaite pas allaiter son enfant. Ni le lait de vache, ni le lait d'autres mammifères, ni les laits végétaux ne conviennent à cet usage sans une adaptation préalable. Le lait de soja est par exemple trop riche en protéines, les autres laits végétaux (amande, noisette, riz, avoine) trop pauvres, et la plupart des laits végétaux sont trop pauvres en lipides. Il existe cependant des boissons végétales dites « maternisées » disponibles en pharmacie et parfaitement adaptées à l'alimentation du nourrisson selon un rapport de l'Anses (dernier alinéa).

### Autre produit alimentaire portant le nom de «lait»
Un lait de poule désigne en cuisine une boisson sucrée préparée en délayant un jaune d'œuf de poule dans un verre de lait.

## Caractéristiques et composition
Le lait est un liquide de couleur blanche, avec des nuances variant du bleuté au jaunâtre, légèrement visqueux, dont la composition et les caractéristiques physico-chimiques varient sensiblement selon les espèces animales, et même selon les races. Ces caractéristiques varient également au cours de la période de lactation, ainsi qu’au cours de la traite ou de l'allaitement.

### Données physico-chimiques
Le lait de vache a une densité moyenne égale à 1,032. C'est un mélange très complexe et très instable. Il contient une forte proportion d'eau, environ 87 %. Le reste constitue l'extrait sec qui représente 130 g par litre, dont 35 à 45 g de matières grasses.
Le lait contient les différents groupes de nutriments. Les substances organiques se répartissent en éléments bâtisseurs, les protides, et en éléments énergétiques, les glucides et les lipides. À cela s'ajoutent des éléments fonctionnels, c'est-à-dire des sels minéraux (Ca, P, K, Na, Mg, etc.), des vitamines et de l'eau. Il comporte aussi de la casomorphine, une protéine qui inhibe la sensation de douleur.
Le lait est à la fois une solution (lactose, sels minéraux), une suspension (matières azotées) et une émulsion (matières grasses), dont les teneurs varient selon la race de l'animal, son état, son âge et son alimentation.
L'ultrafiltration ne concentre pas les sels minéraux contenus dans la phase aqueuse du lait, mais la teneur des éléments complexés aux protéines varie proportionnellement au facteur de concentration (qui est dans ce cas, avec le pH le seul facteur faisant varier le taux d'éléments minéraux complexés par rapport aux éléments solubles des rétentats). L'augmentation des teneurs en protéines et en sels augmente le pouvoir tampon du rétentat et augmente la quantité d'acide lactique nécessaire pour atteindre un pH donné. L'ajout de chlorure de sodium provoque une solubilisation partielle du magnésium et du calcium qui étaient complexés.
Le pH du lait est légèrement acide (pH compris entre 6,4 et 6,8 pour le lait de vache). Il est légèrement basique pour le lait humain avec un pH compris entre 7 et 7,5. L'acidité du lait augmente avec le temps. En effet, le lactose va être dégradé en acide lactique, ce qui permettra d'avoir un indicateur du degré de conservation. Pour cela, on utilise le degré Dornic (°D).

### Données biologiques
Le lait est également un milieu biologique : il contient des cellules sanguines et mammaires (autour de 250 000 par ml) et des micro-organismes (autour de 15 000 par ml).

#### Composition biologique
100 g de lait contiennent 87 g d'eau et 13 g de matière sèche. Les principaux constituants de la matière sèche du lait sont :
- la matière grasse.  C’est le composant le plus variable du lait, constitué d'un mélange de lipides simples (98,5 %) en émulsion dans le lait sous forme de minuscules gouttelettes (globules gras). Il varie en fonction des conditions d'élevage et des espèces de 10 à 500 g/l. Dans un lait au repos, cette matière grasse surnage avec le temps, formant la crème. Comme lipides simples, on trouve dans le lait environ 95-96 % de triglycérides, 2-3 % de diglycérides et 0,1 % de monoglycérides[31] ;
- les protéines. On distingue deux groupes :
  - les protéines de la caséine qui représentent 80 % des protéines totales du lait et qui sont des polypeptides complexes, résultats de la polycondensation de différents acides aminés, dont la leucine, la proline, l’acide glutamique et la sérine,
  - les séroprotéines, minoritaires (20 %), mais qui possèdent une valeur nutritive plus élevée que les premières. Les micelles protéiques ont un diamètre de l'ordre de 0,1 μm. Les séroprotéines se retrouvent dans le lactosérum[32] ;
- le lactose : c'est un sucre disaccharide présent en solution dans le lait, et généralement le principal élément solide du lait. Son pouvoir sucrant est six fois plus faible que celui du saccharose. Il peut provoquer certaines intolérances ;
- les composants secondaires du lait sont constitués par les sels minéraux, les enzymes, les vitamines et les oligo-éléments. Sa richesse en calcium et en phosphore fait du lait un aliment très adapté à la croissance des jeunes. Le phosphore y est fixé sous forme de phosphates. Le calcium s'associe au phosphate et à la caséine pour donner le complexe phosphocaséinate de calcium et forme un colloïde. On y trouve également du magnésium, du potassium et du sodium mais il est, du moins pour le lait de vache, pauvre en oligoéléments ;
- les vitamines sont surtout les vitamines B2, B12 (hydrosolubles) ainsi que les vitamines A, D et E (liposolubles). La vitamine C, présente à hauteur de 8 mg/l dans le lait frais, est très vite dégradée et voit sa teneur baisser de plus de 50 % après 36 heures de réfrigération[33].

Le lait est, parmi les liquides biologiques animaux, un de ceux qui présentent la plus grande concentration en acide citrique, c'est un anticoagulant et il s’oppose à la précipitation des protéines.
Globalement, il y a plus de groupes carboxyle que de groupes amine, ceci explique que le lait soit légèrement acide (6,6 < pH < 6,8).

#### Compositions comparées
|                           | Composition moyenne du lait en grammes par litre |                |           |           |           |                   |                    |       |
| Eau                       | Extrait sec dont :                               | Matière grasse | Protéines | Protéines | Protéines | Glucide : lactose | Matières minérales |       |
| Eau                       | Extrait sec dont :                               | Matière grasse | Totales   | caséine   | albumine  | Glucide : lactose | Matières minérales |       |
| Humain (Lait maternel)    |                                                  |                |           |           |           |                   |                    |       |
| Femme                     | 905                                              | 117            | 35        | 12-14     | 10-12     | 4-6               | 65-70              | 3     |
| Équidés                   |                                                  |                |           |           |           |                   |                    |       |
| Jument                    | 925                                              | 100            | 10-15     | 40-44     | 20-22     | 9-13              | 40-45              | 6-9   |
| Ânesse                    | 925                                              | 100            | 10-15     | 40-44     | 20-22     | 9-13              | 40-45              | 6-9   |
| Ruminantia, Lait de vache |                                                  |                |           |           |           |                   |                    |       |
| Vache                     | 900                                              | 130            | 35-40     | 30-35     | 27-30     | 3-4               | 45-50              | 8-10  |
| Chèvre                    | 900                                              | 120            | 40-45     | 35-40     | 30-35     | 6-8               | 40-45              | 5-8   |
| Brebis                    | 860                                              | 190            | 70-75     | 55-60     | 45-50     | 8-10              | 45-50              | 10-12 |
| Bufflonne                 | 850                                              | 180            | 70-75     | 45-50     | 35-40     | 8-10              | 45-50              | 8-10  |
| Renne                     | 675                                              | 330            | 160-200   | 100-105   | 80-85     | 18-20             | 25-50              | 15-20 |
| Suidés                    |                                                  |                |           |           |           |                   |                    |       |
| Truie                     | 850                                              | 185            | 65-65     | 55-60     | 25-30     | 25-30             | 50-55              | 12-15 |
| Carnivores et lagomorphes |                                                  |                |           |           |           |                   |                    |       |
| Chienne                   | 800                                              | 250            | 90-100    | 100-110   | 45-50     | 50-55             | 30-50              | 12-14 |
| Chatte                    | 850                                              | 200            | 40-50     | 90-100    | 30-35     | 60-70             | 40-50              | 10-13 |
| Lapine                    | 720                                              | 300            | 120-130   | 130-140   | 90-100    | 30-40             | 15-20              | 15-20 |
| Cétacés                   |                                                  |                |           |           |           |                   |                    |       |
| Marsouin                  | 430                                              | 600            | 450-460   | 120-130   | -         | -                 | 10-15              | 6-8   |

Le lait d'ânesse et celui de jument sont ceux qui contiennent le moins de matières grasses, alors que celui de phoque en contient plus de 50 %. D'une manière générale, le lait des mammifères marins est bien plus riche en graisses et nutriments que celui des mammifères terrestres.

## Production mondiale

La production de lait dans le monde.

En 2009, le plus grand producteur de lait et de produits laitiers est l'Union européenne suivie par l'Inde, les États-Unis, la Chine, l'Allemagne, le Brésil et la Russie. Tous les membres de l'Union européenne réunis ont produit environ 138 millions de tonnes de lait en 2011. Dans le monde entier, les fermes laitières ont produit environ 730 millions de tonnes de lait en 2011 notamment consommées par l'Inde, l'Europe, l'Australie et les États-Unis, la Chine et la Russie,.
L'augmentation de la richesse dans les pays en développement, ainsi que la promotion accrue du lait et des produits laitiers, a conduit à une augmentation de la consommation de lait dans les pays en développement au cours des dernières années. À leur tour, les possibilités offertes par ces marchés en croissance ont attiré des investissements par les entreprises laitières multinationales. Néanmoins, dans de nombreux pays, la production reste moindre et présente des possibilités importantes de diversification des sources de revenus des petits exploitants. Les centres locaux de collecte de lait, où le lait est recueilli et congelé avant d'être transféré aux laiteries urbaines, sont un bon exemple où les agriculteurs ont pu travailler en coopérative, en particulier dans des pays comme l'Inde.
| Rang | Pays             | Production (en tonnes) |
| ---- | ---------------- | ---------------------- |
| 1    | États-Unis       | 98 690 477             |
| 2    | Inde             | 89 833 590             |
| 3    | Brésil           | 33 839 864             |
| 4    | Allemagne        | 33 064 833             |
| 5    | Chine            | 30 745 600             |
| 6    | Russie           | 30 345 525             |
| 7    | France           | 25 541 269             |
| 8    | Nouvelle-Zélande | 21 392 000             |
| 9    | Turquie          | 20 036 877             |
| 10   | Pakistan         | 16 722 000             |

| Rang | Pays     | Production (en tonnes) |
| ---- | -------- | ---------------------- |
| 1    | Turquie  | 1 446 271              |
| 2    | Chine    | 1 180 276              |
| 3    | Grèce    | 753 819                |
| 4    | Syrie    | 647 311                |
| 5    | Roumanie | 626 145                |
| 6    | Espagne  | 544 541                |
| 7    | Italie   | 524 717                |
| 8    | Soudan   | 414 000                |
| 9    | Mali     | 381 067                |
| 10   | Somalie  | 369 378                |

| Rang | Pays          | Production (en tonnes) |
| ---- | ------------- | ---------------------- |
| 1    | Inde          | 6 098 730              |
| 2    | Soudan        | 1 151 000              |
| 3    | Bangladesh    | 1 122 646              |
| 4    | Pakistan      | 915 000                |
| 5    | France        | 652 327                |
| 6    | Turquie       | 561 826                |
| 7    | Mali          | 526 130                |
| 8    | Espagne       | 461 375                |
| 9    | Soudan du Sud | 459 343                |
| 10   | Grèce         | 397 785                |

| Rang | Pays      | Production (en tonnes) |
| ---- | --------- | ---------------------- |
| 1    | Inde      | 91 817 140             |
| 2    | Pakistan  | 28 109 000             |
| 3    | Chine     | 3 003 323              |
| 4    | Égypte    | 2 120 365              |
| 5    | Népal     | 1 338 277              |
| 6    | Italie    | 247 158                |
| 7    | Birmanie  | 193 841                |
| 8    | Iran      | 129 904                |
| 9    | Sri Lanka | 85 914                 |
| 10   | Turquie   | 75 742                 |

## Santé et nutrition

### Consommation
Le lait de chaque espèce de mammifères est particulièrement adapté à la nourriture de sa progéniture, ceux-ci consomment celui de leur mère jusqu'au sevrage, puis, hormis certains animaux domestiques, les animaux sauvages n'ont plus de leur vie l'occasion d'en consommer. Les nourrissons humains, quand leur mère ne le peut (infections, éloignement, malformations) ou ne le veut pas, peuvent être allaités par d'autres femmes appelées nourrices, être nourris au biberon par du lait humain collecté ou à défaut doivent consommer du lait animal ou végétal modifié, dit « lait maternisé », ou encore, en cas d'allergie, du « lait de substitution hypoallergénique ». Pour extraire le lait humain, on utilise un mécanisme particulier nommé tire-lait. Il existe des lactariums (banques du lait) pour pallier ces problèmes d'approvisionnement maternel.
Les adultes de nombreuses régions du monde consomment du lait animal, éventuellement transformé en produits laitiers (lait normalisé, fromage, lait fermenté, yaourt, etc.). Le lait le plus consommé est issu de la traite des vaches, mais d'autres espèces d'animaux domestiques permettent de produire du lait. Cette récolte peut se faire par des techniques manuelles ancestrales, mécanisées (postes et salles de traite) voire automatisées (robots de traite). L'automatisation ne concerne pratiquement que le lait de vache.
Les espèces principalement utilisées pour la production alimentaire de lait sont essentiellement la vache, la bufflonne, la brebis, la chèvre, la chamelle (et d'autres camélidés) et marginalement, la jument, l'ânesse, le yak, la renne et l'élan.

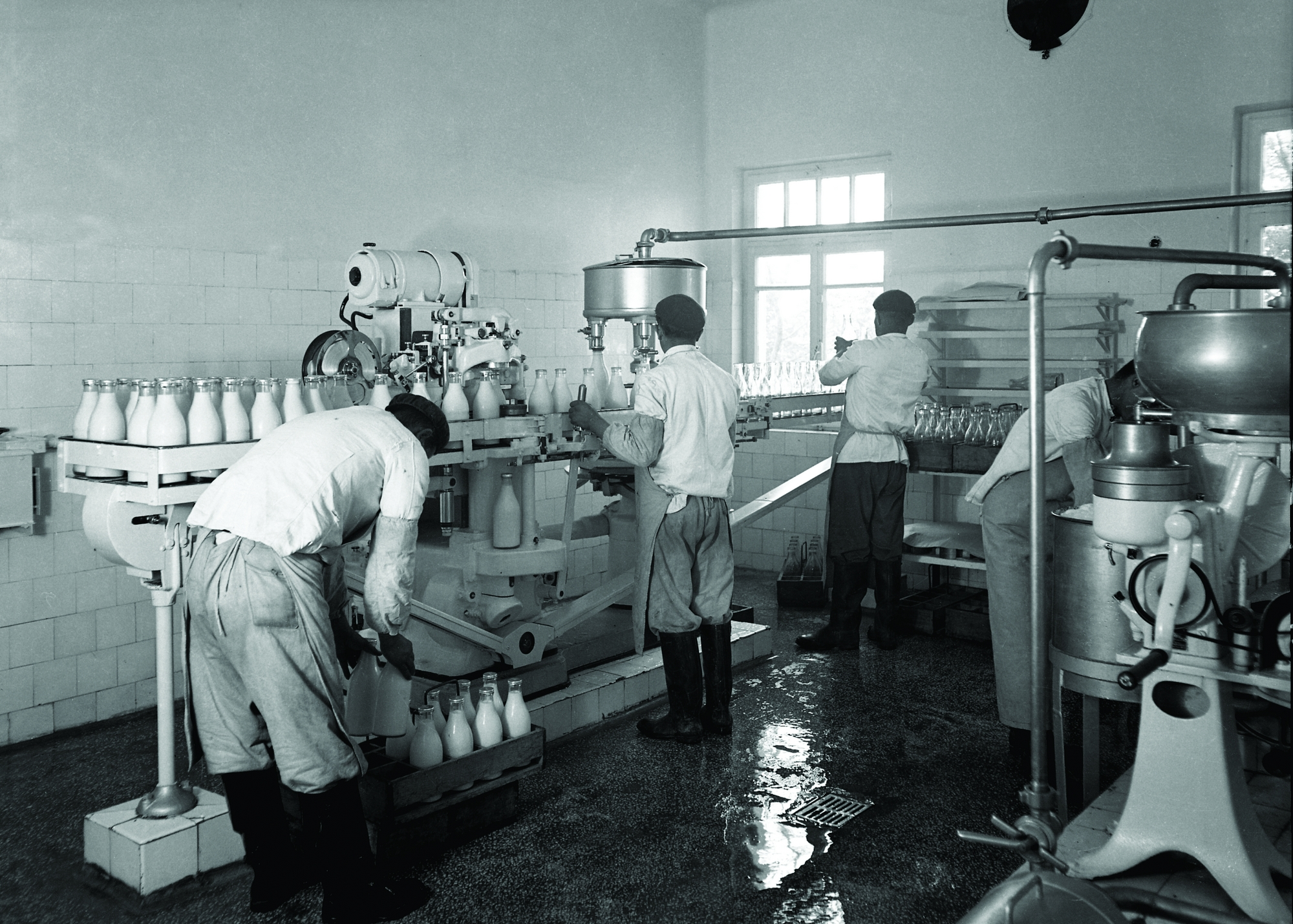
Usine de transformation en lait pasteurisé, Atatürk Orman Çiftliği ve Hayvanat Bahçesi, 1939.

Après la traite, le lait peut être consommé cru, froid ou réchauffé ; c'est sous cette forme qu'il l'a été traditionnellement. Cependant, comme il se dégrade assez vite, l'habitude fut prise de le faire bouillir pour détruire les bactéries pathogènes ou non[réf. nécessaire]. Par la suite, la pasteurisation industrielle est devenue la norme. Afin d'éviter le débordement hors de la casserole ou du cuit-lait lors de l'ébullition, on peut placer un anti-monte-lait dans le fond du récipient (cet objet de verre est destiné à avertir par le bruit qu'il fait en choquant le récipient lors de l'ébullition du lait et n'empêche pas le débordement). Il peut aussi être transformé en fromages, yaourts et autres produits laitiers.
Depuis le début du XIXe siècle, le lait est aussi déshydraté ou concentré ; le lait humain maternel, de jument, de chèvre, d'ânesse, etc. peuvent également être congelés. À partir de la fin du XIXe siècle, les formes les plus courantes de lait proposées à la vente sont le lait pasteurisé et le lait concentré sucré appertisé ; le procédé UHT est créé au XXe siècle. Au Canada et dans certains États des États-Unis, la commercialisation de lait cru est interdite alors qu'elle est autorisée en Europe.
En 1954, Pierre Mendès France, alors président du Conseil, organise la distribution de lait dans les écoles et casernes de France pour lutter contre la dénutrition et l'alcoolisme,,.
Il a été prêté à la consommation de lait le pouvoir de prévenir de certains empoisonnements notamment aux champignons. Il est jugé, maintenant, que le lait n'aurait aucun pouvoir de ce type.
Des indices laissent penser que le chauffage du lait pourrait favoriser le développement de l'allergie chez les nourrissons. Au XVIIIe siècle, il n'était pas d'usage de chauffer le lait. D'après Jacques-Christophe Valmont de Bomare, en 1775 :
« On ne devroit jamais faire bouillir le lait ni l'écumer; on n'en devroit faire usage que dans un degré de chaleur semblable à celui qu'il a sortant des mamelles de l'animal. »

### Intérêt du lait pour les adultes
Le lait sert d'aliment de base sous diverses formes dans les populations de pasteurs et c'est un aliment traditionnellement présent au menu des repas des populations occidentales, d'Afrique du Nord, du Proche-Orient, d'Asie centrale et d'Inde et de plus en plus dans le monde entier, souvent sous la forme de fromage, yaourt, boissons lactées, crèmes glacées ou beurre. Il n'est pas seulement utilisé pour de strictes raisons nutritionnelles mais aussi pour varier les repas et pour le plaisir.
Le lait contient du calcium qui est présent sous une forme permettant une absorption intestinale de l'ordre de 30 %. Le calcium contribue à assurer la solidité osseuse et à protéger contre l'ostéoporose sous réserve de ne pas manquer de vitamine D qui permet d'absorber le calcium ingéré. Le calcium est aussi présent dans de nombreux aliments de consommation courante comme le chou ou les fruits secs. Pour un régime alimentaire équilibré d'adulte, les produits laitiers ne sont donc pas essentiels. Les apports journaliers recommandés (AJR) en calcium sont de 800 mg dans l'Union européenne. Cependant, selon le département nutrition de l'école de santé publique de l'université Harvard, la quantité adéquate de calcium qui doit composer notre régime alimentaire n'a pas encore été déterminée. L'OMS constate que des valeurs de 500 mg n’entraînent pas toujours de carence, en particulier dans les pays en développement.
Le lait apporte des protéines, des vitamines et des oligo-éléments, dont du zinc et du sélénium, et des oméga-3.
En 2011, une meta-analyse n'a pas montré de corrélation entre la consommation de lait et une protection contre les fractures de la hanche chez les adultes et les personnes âgées.
Une étude scientifique allemande de Campus Mitte publiée en 2007, venant confirmer une précédente suggestion parue dans la revue « Nature » en 2003, montre que la présence de lait dans le thé noir voire vert inhibe l'action vasodilatatrice de ce dernier, habituellement constatée grâce aux polyphénols protégeant l’organisme contre les maladies cardiovasculaires,,,,.

### Intolérance au lactose
L'intolérance au lactose n'empêche pas la consommation modérée de lait sous forme de fromage ou de yaourt. Il existe sous diverses formes des laits délactosés ou à teneur réduite en lactose.
Le lactose est présent dans le lait mais aussi dans de très nombreux produits alimentaires industriels auxquels il est rajouté.

### Teneurs en éventuels contaminants
Le lait reflète en partie l'environnement de la mère ou de l'animal qui l'a produit. Dans un environnement pollué, ou à la suite d'une alimentation contaminée de la mère ou des animaux le produisant, le lait peut contenir certains polluants (radionucléides, éléments-traces métalliques, pesticides, etc.). En raison d'une teneur élevée en matière grasse, il peut notamment contenir certains polluants liposolubles tels que dioxines, furanes ou polychlorobiphényles (PCB) susceptibles de poser problème chez les consommateurs de lait, notamment chez l'enfant (le lait est le premier aliment de la vie, souvent très consommé dans l'enfance).
Ainsi a-t-on récemment (2011, 2012) étudié le lait ingéré par les habitants de l'archipel espagnol des Canaries, car ils comptent parmi les plus grands consommateurs de lait en Espagne et en Europe. Or, l'archipel ayant une balance commerciale agricole très déficitaire, l'essentiel du lait y est importé. Les pesticides organochlorés et PCB ont donc été quantifiés dans 26 marques de lait (16 issues de l'agriculture intensive et 10 issues de marques « bio »). Résultats (publiés en 2012) : de l'hexachlorobenzène, du trans-chlordane et un PCB (PCB 153) étaient présents dans presque tous les échantillons, indépendamment du type de lait ; les taux de pesticides organochlorés étaient « très faibles », et plus bas dans les laits « bio » que dans ceux issus de l'élevage conventionnel, avec une dose journalière ingérée inférieure à la dose journalière admissible (DJA, déterminée par les agences internationales), mais dans ces mêmes laits, si les taux de PCB étaient également « très faibles », contrairement aux pesticides organochlorés, ils présentaient des teneurs plus élevées dans les laits « bio » que dans les laits « conventionnels ». Les chercheurs ont en outre été surpris de trouver dans les deux types de lait des taux de PCB de type dioxine (PCB-DL) atteignant 25 pg TEQ-OMS par gramme de graisse dans le centile 75, mettant en évidence que plusieurs marques étaient « fortement contaminées par ces substances toxiques », au point que les personnes consommant les marques de lait les plus contaminés peuvent chaque jour largement dépasser la dose journalière recommandée dans l'Union européenne (2 pg WHO-TEQ par kilogramme et par jour), ce qui est « préoccupant si l'on considère les effets bien connus pour la santé exercés par composés de type dioxine » alertent les chercheurs, d'autant que le fœtus peut déjà avoir été excessivement exposé à ces produits in utero, y compris dans ce même archipel des Canaries, bien qu'il semble très éloigné des sources habituelles industrielles ou agricoles d'organochlorés. Ceci a été scientifiquement démontré en 2009.

### Facteurs influant sur la qualité
La production laitière peut qualitativement comme quantitativement être affectée par la présence d'éoliennes, de parcs photovoltaïques, ou de câbles souterrains. Ceci est confirmé par constat d'huissiers.
Aucune preuve scientifique ne montre la présence ou l'absence d'influences de ces installations industrielles sur la qualité du lait.
Dans certaines situations, le sol des exploitations peut dégager des courants électriques.

## Symbolique et usages dérivés

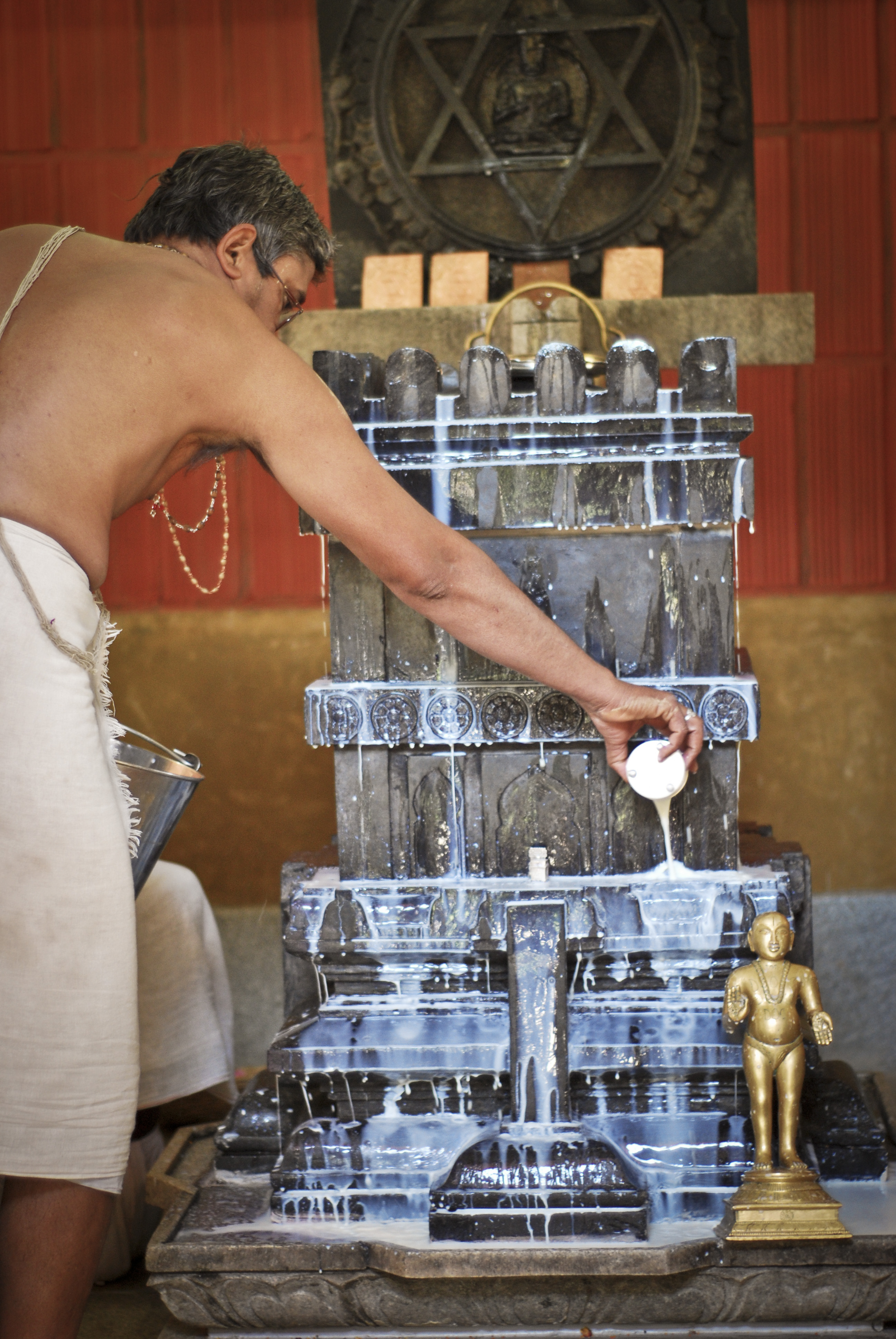
Rituel hindou Abhisheka à Agara dans le district rural de Bangalore district (Karnataka).

Le lait est le symbole de la maternité et du lien maternel.
Il est aussi symbole d'abondance (la corne d'abondance provient de la chèvre nourrice de Zeus) et de richesse. La rivière de lait aux berges de kissel (soupe de fruits au lait ou au vin) est un thème des contes traditionnels russes, par exemple dans Le Tsar de l'Onde et Vassilissa la très-sage.

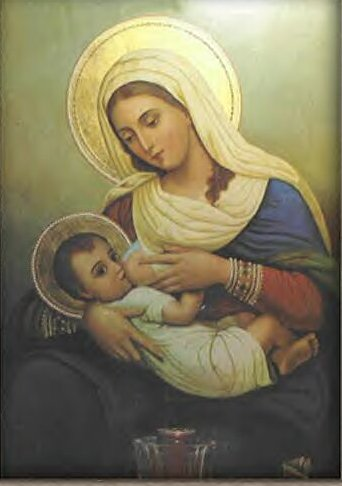
Image provenant de la Grotte du Lait (Israël).

Le lait sert fréquemment de métonymie ou de superlatif pour la couleur blanche : « blanc de lait » décrit la couleur de l'albâtre, du marbre, d'une fleur, de la peau d'une personne. Il s'utilise pour tout type de liquide blanc (voir Lait (homonymie) ).

### Mythologie
On retrouve des références au lait dans diverses anciennes mythologies. Dans l'Égypte antique, le lait était le cadeau que faisait la déesse Isis aux hommes de la Vallée du Nil. Dans le Livre de l'Exode, le dieu unique du peuple juif avait promis à Moïse de mener son peuple « vers un pays ruisselant de lait et de miel », le lait est ici symbole d'abondance. Pour le docteur de l'Église, saint Grégoire le Grand, le lait évoqué dans la Bible et particulièrement dans la première Lettre de Saint-Pierre (2,2) est synonyme de sagesse éternelle et de tendresse divine.
On raconte que Héraclès nourrisson (alors Alcide) s'était jeté avec une telle soif sur le sein de la déesse Héra qu'une giclée de lait sortit et forma la Voie lactée. Cette tétée lui conféra l'immortalité et il y gagna son nom qui signifie Gloire d'Héra. Plus tard, il récupéra la Corne d'abondance, une corne perdue d'Amalthée qui avait nourri de son lait Zeus enfant.
Pour les Hindouistes, le monde a été créé à partir du barattage de la mer de lait.
Dans la mythologie scandinave, Audhumla est la vache nourricière du premier être vivant : le géant Ymir.
L'allaitement est très présent dans les récits mythologiques, où des nouveau-nés sont allaités par des animaux. Alors que Zeus fut nourri par la chèvre Amalthée, les deux fondateurs de Rome, Romulus et Rémus sont allaités par une louve.

### Restrictions alimentaires d'ordre religieux ou philosophique
Voir aussi : Fromage#Fromages sans présure
Le lait et ses produits dérivés sont concernés par quelques tabous alimentaires liés à la religion ou à un mode de vie. Au Moyen Âge, dans certaines recettes, le lait animal était remplacé par le lait d'amande. En Bretagne, le lait ribot (du breton « laez ribod » qui signifie lait baratté) traditionnel, c'est-à-dire fabriqué à partir de petit-lait ou de babeurre, est un lait maigre, c'est-à-dire pauvre en graisse, que l'on boit le vendredi.
Dans la Bible, la loi mosaïque défend de cuire « un chevreau dans le lait de sa mère ». Ce commandement a été étendu à l'interdiction de mélanger les produits carnés et lactés dans le judaïsme, ; il peut être associé à d'autres, comme celui qui interdit de sacrifier un animal s’il n’est pas resté avec sa mère pendant au moins sept jours.
Les religions originaires de l'Inde, le judaïsme traditionnel, l'Islam ainsi que le végétarisme déconseillent la consommation de fromages à la présure, soit parce que la présure peut être issue de bovins , soit parce qu'elle est considérée comme un abat, soit tout simplement parce que c'est un produit carné.
Les végans ne consomment pas de lait d'origine animal pour des questions éthiques et idéologiques,.